# Albert Bandura
Albert Bandura (Mundare, Alberta, 4. prosinca 1925. – 26. srpnja 2021.), kanadski psiholog.

## Životopis
Odrastao je u Sjevernoj Alberti, a studirao na Sveučilištu British Columbija, nakon toga upisuje poslijediplomski studij iz kliničke psihologije na Sveučilištu u Iowi. Nakon doktorata u Iowi, 1952. odlazi na Sveučilište Stanford gdje je započeo rad na integrativnim procesima u psihoterapiji i na obiteljskim uzrocima agresije.
Knjiga Social learning and personality development postavila je temelje socijalno-kongitivne perspektive ličnosti.
Veliki dio svoga rada Bandura je usmjerio na socijalno-kongitivnu teoriju, gdje se ljudi promatraju kao uzročni sudionici koji mogu oblikovati vlastiti razvoj.

## Nagrade i priznanja
- 1974. izabran je za predsjednika Američke psihološke udruge
- 1980. primio je nagradu Američke psihološke udruge za istaknute znanstvene doprinose.

Alber Bandura i Walter Mischel svrstani su među 25 najutjecajnijih psihologa prošlog stoljeća.  Od njihovih su radova kao važniji rangirani samo radovi B. F. Skinnera, Jana Piageta i Sigmunda Freuda.